# Yoshimoto Kogyo
Yoshimoto Kogyo Co., Ltd. (吉本興業株式会社, Yoshimoto Kōgyō Kabushiki-gaisha) é um grande conglomerado de entretenimento japonês, com sua sede baseada em Osaka. Foi fundado em 1912 como um teatro tradicional, e desde então tem crescido e destacado-se como uma das mais influentes companhias do Japão, empregando os mais populares talentos owarai (comédia), produzindo e promovendo shows, e inclusive a manutenção de seu próprio parque de diversão.